# Ernst Friedrich Germar
Ernst Friedrich Germar est un naturaliste et entomologiste allemand, né le 3 novembre 1786 à Glauchau et mort le 8 juillet 1853 à Halle.
Il est professeur d’histoire naturelle et directeur du muséum de minéralogie de Halle. Il s’intéresse surtout à l’entomologie et particulièrement aux coléoptères.

## Œuvres
- Miscellen und Correspondenz-Nachrichten. in Magazin der Entomologie, 2: 339-341 (1817)
- Insectorum species novae aut minus cognitae I, Coleoptera, (1824)
- Species Cicadarium enumeratae et sub genera distributae. Thon. Ent. Arch. (2)2: 37-57, pl. 1 (1830).
- Observations sur plusieurs espèces du genre Cicada, Latr. Rev. Entomol. Silbermann 2: 49-82, pl. 19-26 (1834).
- Über die Elateriden mit häutigen Anhängen der Tarsenglieder. Z. Entomol. (Germar) 1: 193-236 (1839).
- Bemerkungen über Elateriden. Z. Entomol. (Breslau) 5: 133-192 (1844)
- Beiträge zur insektenfauna von Adelaide. Linn. Entomol. 3: 153-247  (1848)